# Gerd Migdal
Gerhard „Gerd“ Migdal (* 4. Mai 1944) ist ein deutscher Badmintonspieler. 

## Karriere
Gerd Migdal gewann seine erste Medaille bei den nationalen Titelkämpfen der DDR im Jahr 1965, wo er Silber im Herrendoppel mit Klaus Katzor erkämpfen konnte. 1969 gewann er sowohl im Doppel als auch im Mixed Bronze. Mit dem Team von EBT Berlin wurde er 1966 und 1967 Dritter bei den DDR-Mannschaftsmeisterschaften.

## Sportliche Erfolge
| Saison    | Veranstaltung                | Disziplin    | Platz | Name |
| --------- | ---------------------------- | ------------ | ----- | --- |
| 1964/1965 | DDR-Einzelmeisterschaft      | Herrendoppel | 2     | Klaus Katzor / Gerd Migdal (Aktivist Tröbitz / EBT Berlin) |
| 1965/1966 | DDR-Mannschaftsmeisterschaft | Mannschaft   | 3     | EBT Berlin (Lothar Diehr, Klaus Adam, Werner Wienecke, Hans Abraham, Günter Görges, Kurt Willumeit, Gerd Migdal, Heide Puchert, Christel Heinicke, Hannelore Kühne, Wilke)         |
| 1966/1967 | DDR-Mannschaftsmeisterschaft | Mannschaft   | 3     | EBT Berlin (Lothar Diehr, Gerd Migdal, Hans Abraham, Klaus Adam, Werner Wienecke, Günter Görges, Kurt Willumeit, Heide Puchert, Hannelore Kühne, Christel Heinicke, Renate Migdal) |
| 1968/1969 | DDR-Einzelmeisterschaft      | Herrendoppel | 3     | Gerd Migdal / Lothar Diehr (EBT Berlin) |
| 1968/1969 | DDR-Einzelmeisterschaft      | Mixed        | 3     | Gerd Migdal / Renate Migdal (EBT Berlin) |